# Platzpark

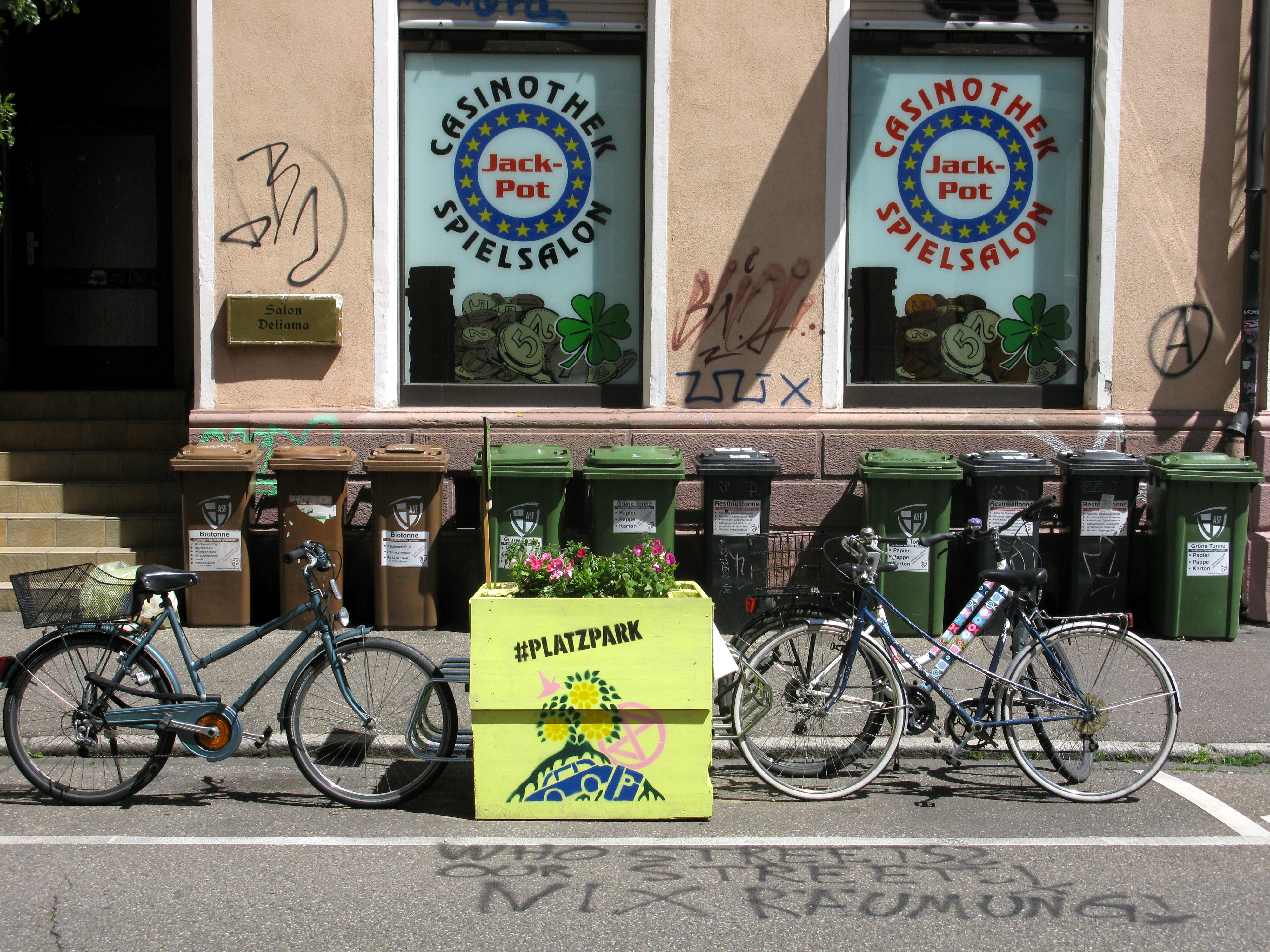
Als Platzpark deklariertes Hochbeet mit Fahrradstellplätzen

Einem Verkehrsschild nachempfundene Platzpark-Kennzeichnung

Bei einem Platzpark handelt es sich um die temporäre Begrünung oder anderweitige Gestaltung eines öffentlichen Kraftfahrzeugstellplatzes (Parkplatz), beispielsweise am jährlichen Parking Day im September. 

## Beschreibung
Beim Begriff Platzpark handelt es sich um einen deutschsprachigen Neologismus in Form einer Anastrophe des Wortes Parkplatz, mit dem auf das Flächenpotential des so verwendeten öffentlichen Raums für Biodiversitäts- oder Naherholungszwecke klassischer Parks hingewiesen werden soll.
Platzparks können veranstaltungs- oder projektgebunden beispielsweise durch Pflanzkübel, beispielsweise für Straßenfeste, aber auch dauerhafter in Form spezieller Stadtmöbel, sogenannter Parklets, eingerichtet werden. Damit dienen sie zur Einführung neuer Flächennutzungskonzepte, mit denen verschiedene Gestaltungselemente erprobt und ausgetauscht werden können.

## Methode des zivilen Ungehorsams
Die Klima- und Umweltschutzbewegung Extinction Rebellion bediente sich zwischenzeitlich intensiv der Methode und errichtete in zivilem Ungehorsam Mitte 2020 als Platzparks betitelte Hochbeete in mehreren deutschen Großstädten, womit für die Verkehrswende und den Ausbau von Radwegen und des ÖPNV-Netzes demonstriert werden sollte.